# Vagaceratops
Vagaceratops – rodzaj ceratopsa z rodziny Ceratopsidae żyjącego w późnej kredzie (późny kampan) na terenach dzisiejszej Ameryki Północnej. Gatunkiem typowym jest V. irvinensis, opisany w 2001 roku przez Roberta B. Holmesa i współpracowników jako nowy gatunek z rodzaju Chasmosaurus, C. irvinensis. Holotypem są: podzielona na kawałki, ale w dużej części kompletna czaszka oraz prawie kompletny szkielet pozaczaszkowy odkryte w osadach formacji Dinosaur Park na południu kanadyjskiej prowincji Alberta, oznaczone NMC 41357; z formacji Dinosaur Park znane są też dwie niekompletne czaszki należące do ceratopsów z tego gatunku, oznaczone TMP 87.45 1 i TMP 98.102.8. V. irvinensis różni się od gatunków zaliczanych do rodzaju Chasmosaurus m.in. brakiem rogów nadoczodołowych, zamiast których miał dwa niewielkie, pofałdowane guzy (u okazu holotypowego na tych guzach występowały wgłębienia, które Holmes i współpracownicy interpretują jako pozostałość po wchłoniętym rogu; może to dowodzić, że u Vagaceratops – jak u centrozaurów z rodzajów Styracosaurus i Einiosaurus – u młodych osobników rozwijały się rogi nadoczodołowe, które zanikały u dorosłych). Według przeprowadzonej przez Holmesa i współpracowników analizy kladystycznej gatunek ten był najbliżej spokrewniony z kanadyjskimi gatunkami zaliczanymi do rodzaju Chasmosaurus – miał on być taksonem siostrzanym do gatunku Chasmosaurus belli, zaś oba te gatunki miały tworzyć klad siostrzany do gatunku C. russelli. Z kolei według analizy kladystycznej przeprowadzonej przez Scotta D. Sampsona i współpracowników (2010) najbliższym krewnym Chasmosaurus irvinensis nie był żaden z gatunków z rodzaju Chasmosaurus, lecz opisany przez tych autorów nowy gatunek Kosmoceratops richardsoni z amerykańskiego stanu Utah; w związku z tym autorzy przenieśli C. irvinensis do odrębnego rodzaju, nazwanego przez nich Vagaceratops. Według Sampsona i współpracowników w późnym kampanie, ok. 77 mln lat temu, między północną a południową częścią Laramidii (lądu obejmującego dzisiejszy zachód Ameryki Północnej, w kampanie oddzielonego od części wschodniej epikontynentalnym Morzem Środkowego Zachodu) powstała bariera (nie jest jasne, jakiej natury; być może był to po prostu rezultat strefowości środowiska na różnych szerokościach geograficznych) uniemożliwiająca ceratopsom przemieszczanie się między obiema częściami, co w konsekwencji miało doprowadzić do wyodrębnienia się endemicznych linii ewolucyjnych ceratopsów na północy i południu Laramidii. Bliskie pokrewieństwo żyjącego na północy Laramidii Vagaceratops z żyjącym na południu tego lądu Kosmoceratops autorzy interpretują jako rezultat zaniku bariery ok. 75,7 mln lat temu, co umożliwiło ceratopsom z południa skolonizowanie północy Laramidii. Analiza filogenetyczna przeprowadzona przez Campbella i współpracowników (2016) nie potwierdza szczególnie bliskiego pokrewieństwa Vagaceratops i Kosmoceratops; z analizy tej wynika, że najbliższymi znanymi krewnymi V. irvinensis są gatunki Chasmosaurus belli i Chasmosaurus russelli.
Nazwa rodzajowa Vagaceratops pochodzi od łacińskiego słowa vagus, oznaczającego „błąkający się” lub „wałęsający się” (nawiązanie do jego bliskiego pokrewieństwa z żyjącym o wiele dalej na południe Kosmoceratops) i greckiego ceratops („rogate oblicze”). Epitet gatunkowy irvinensis pochodzi od nazwy miejscowości Irvine w Albercie, w pobliżu której odkryto holotyp gatunku.
Nie wszyscy paleontolodzy zgadzają się, że „Chasmosaurus” irvinensis powinien zostać przeniesiony do odrębnego rodzaju; Longrich (2011) nadal zalicza ten gatunek do rodzaju Chasmosaurus. Z kolei Maidment i Barrett (2011) oraz Campbell i współpracownicy (2016) klasyfikują Vagaceratops jako odrębny rodzaj.